# Pfarrkirche Zöbing

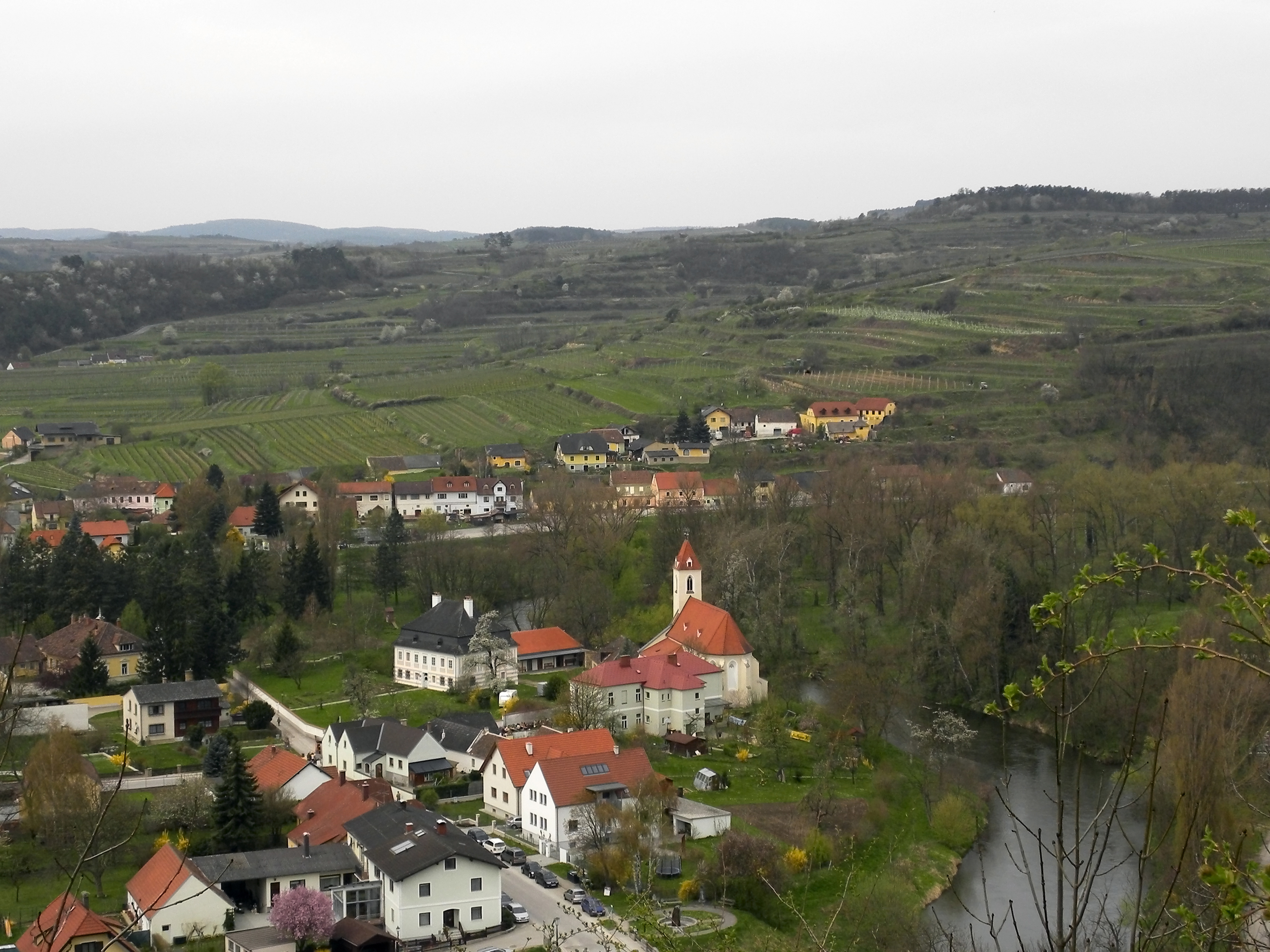
Katholische Pfarrkirche hl. Nikolaus in Zöbing

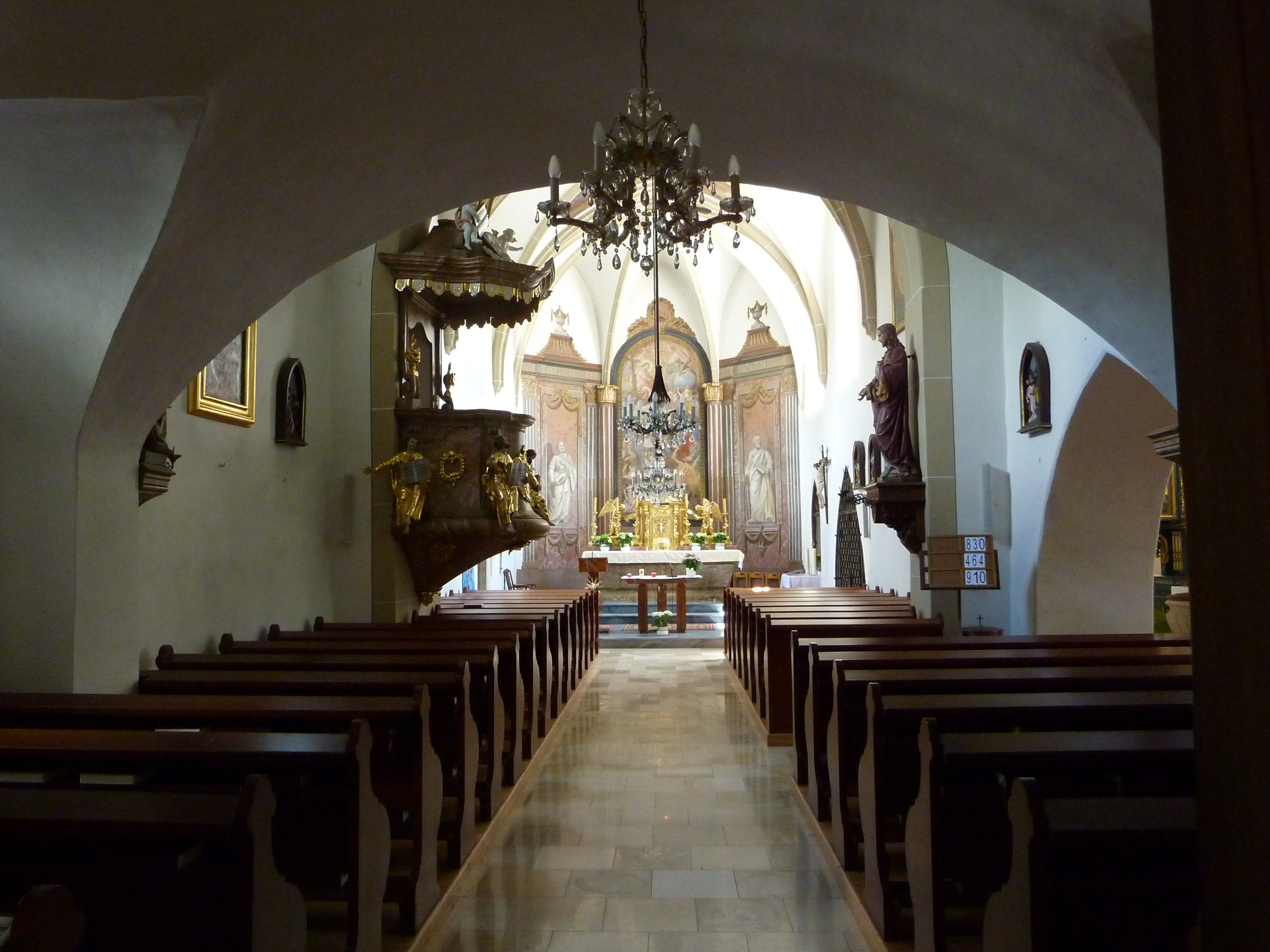
Langhaus, Blick zum Chor

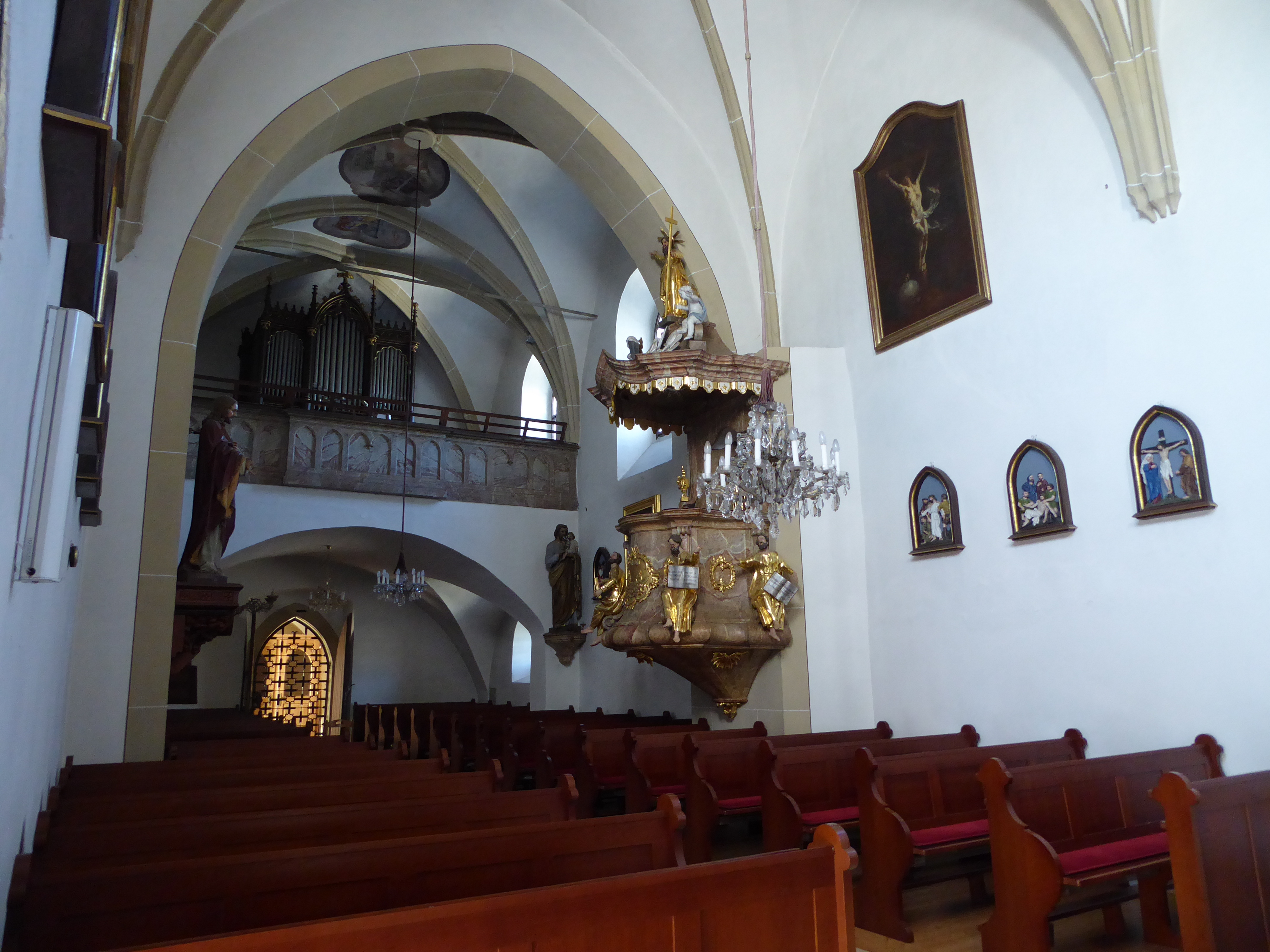
Langhaus, Blick zur Empore

Die römisch-katholische Pfarrkirche Zöbing steht am rechten Ufer des Kamp in der Ortschaft Zöbing der Stadtgemeinde Langenlois im Bezirk Krems-Land in Niederösterreich. Die dem Patrozinium des Heiligen Martin von Tours unterstellte Pfarrkirche gehört zum Dekanat Krems in der Diözese St. Pölten. Die Kirche und der Kirchhof mit Ummauerung stehen unter Denkmalschutz (Listeneintrag).

## Geschichte
Um 1100 bestand ein Herrschaftbenefizium. Die Pfarre wurde 1258 gegründet und um 1700 dem Stift Altenburg inkorporiert.
Im Ende des 18. Jahrhunderts wurde die Kirche innen barockisiert. 1876/1877 war eine Renovierung.

## Architektur
Es handelt sich um eine gotische Saalkirche mit einem spätgotischen Kapellenanbau und einen vorgestellten Westturm. Die Umfriedungsmauer umfasst im Westen und Süden den Pfarrhof und den ehemaligen Friedhof. Beim Kirchhofzugang stehen auf gebauchten Sockeln zwei Statuen der Heiligen Johannes Nepomuk und Antonius von Padua aus der ersten Hälfte des 18. Jahrhunderts.
Das Kirchenäußere zeigt ein steil proportioniertes Langhaus mit Rundbogenfenstern aus der Zeit um 1400. Südlich ist die Wallseerkapelle aus der zweiten Hälfte des 15. Jahrhunderts mit einem Fünfachtelschluss angebaut, die Kapelle hat zweibahnige Spitzbogenfenster mit stark erneuertem Vierpassmaßwerk und ein zart profiliertes Spitzbogentor. Der zweijochige Chor mit einem Fünfachtelschluss entstand am Ende des 14. Jahrhunderts und hat im Polygon in den vermauerten Fenstern Maßwerkreste. Im Norden steht ein eingeschoßiger Sakristeianbau. Im Süden stehen eine Portalvorhalle und ein Oratorium aus 1906. Der dreigeschoßige Westturm ist der glatten Giebelwand vorgestellt, ein Niveauunterschied wurde durch einen hohen Sockel und eine Futtermauer ausgeglichen, das Glockengeschoß hat neugotische Maßwerkfenster und ein steiles Zeltdach.
Das Kircheninnere zeigt ein einschiffiges zweijochiges Langhaus mit einem Kreuzrippengewölbe und Scheidrippe auf Konsolen. Die Orgelempore ist mit einer Stichkappentonne unterwölbt. Der eingezogene Triumphbogen ist spitzbogig. Der zweijochige Chor hat ein Kreuzrippengewölbe mit Scheidrippen auf abgetreppten Anläufen und Schlusssteine mit reliefierten Rosetten. Die südliche Seitenkapelle ist mit zwei Spitzbogenarkaden zum Langhaus geöffnet, die Kapelle hat ein zweijochiges Kreuzrippengewölbe auf profilierten Konsolen aus der zweiten Hälfte des 15. Jahrhunderts und in der Südwand eine hohe mit drei Spitzbogen und Dreipassmaßwerk unterteilte Nische. Die Turmvorhalle hat ein Kreuzrippengewölbe und ein Spitzbogenportal.
Die Wandmalereien in den Gewölbekappen und im Chorpolygon schuf Leopold Mitterhofer um 1790, im Langhaus mit König David, Allegorie der christlichen Tugenden, Mariä Himmelfahrt und im Chor Christus als Guter Hirte, Taufe Christi, Engel mit Räuchergefäß, Opferung Isaaks, Anbetung des Allerheiligsten und im Chorpolygon anstelle des Hochaltars eine freskierte Scheinarchitektur mit pilastergerahmten Nischen mit Scheinstatuen der Heiligen Peter und Paul.
Die neugotischen Glasmalereien aus 1905 zeigen die Heiligen Aloysius, Vitus, Sebastian, Rochus, Noli me tangere, Auferstandener Christus.

## Einrichtung
Das Altarblatt hl. Florian und der Altartisch mit Tabernakel und Engelstatuen entstand im Ende des 18. Jahrhunderts. Der Seitenaltar ist ein neugotischer Flügelaltar aus 1882, darin eingefügt sind vier spätgotische Holztafeln mit Temperamalerei um 1480 mit Mariä Geburt, Mariä Verkündigung vor einem gemusterten Goldgrund, Geißelung Christi und Kreuzigung vor einem dunklen Hintergrund.
Die Kanzel mit Statuen der Vier Evangelisten und auf dem Schalldeckel die Figur Christus am Kreuz entstand in der zweiten Hälfte des 18. Jahrhunderts.
Es gibt ein Ölbild Kreuzigung von Martin Johann Schmidt um 1765. Ein Ölbild hl. Antonius aus dem Ende des 18. Jahrhunderts.
Die Orgel baute Franz Capek 1890. Sie besitzt neun Register auf einem Manual und Pedal. 1980 wurde sie durch Herbert Gollini technisch umgebaut. Eine Restaurierung erfolgte 2019 durch Orgelbau Pieringer.
Eine Glocke nennt Johann Baptist Dival 1723.

## Grabdenkmäler
Außen
- Ein reliefierter Grabstein mit Sarkophag und trauerndem Putto, darüber Christus und Maria, aus dem Ende des 18. Jahrhunderts.
- Steinkruzifix zu Franz Frick 1704.
- Ein reliefierter Grabstein Maria Immaculata und Heilige Dreifaltigkeit, darunter zwei Seelen im Fegefeuer aus dem Anfang des 18. Jahrhunderts. Ein reliefierter Grabstein als Variante zu vorher mit 1727.
- Ein reliefierter Grabstein mit Mariä Verkündigung 1771.
- Ein reliefierter Grabstein mit Heiliger Dreifaltigkeit und Seelen im Fegefeuer aus dem 18. Jahrhundert.
- Ein Fragment mit dem Relief hl. Katharina und Seelen im Fegefeuer.
- Ein Grabstein mit einem reliefierten Ornamentkruzifix mit 17...
- Ein Grabstein mit dem Relief Maria Immaculata und Kreuz aus dem 18. Jahrhundert.